# 白井常
白井 常（しらい つね、女性、1910年10月31日 - 1999年7月27日）は、日本の心理学者、東京女子大学名誉教授。動物や幼児の認知発達を中心に研究。筆名は白井常子。

## 来歴
東京生まれ。東京女子大学卒、東京文理科大学卒、1949年東京女子大学助教授、同年 トロント大学に学び、1954年 Ph.D. を取得、同年東京女子大学教授、1976年定年 (名誉教授)、聖心女子大学教授。
1961年 東京教育大学文学博士、1983年 日本心理学会名誉会員、1983年 勲四等瑞宝章を受章。

## 著書
- 『幼児のしつけ』 日本基督教団出版部 1960 (女性と生活シリーズ)
- 『幼児の家庭教育』 日本基督教団出版局 1977.6
- 『心を育てる赤ちゃん学入門』 主婦の友社 1980.6
- 『三歳までにここまで伸びる 頭と心と体の伸び方伸ばし方』 学習研究社 1982.6 (学研の家庭教育シリーズ)
- 『世界の幼児教育/幼稚園・保育園・保育所シリーズ』 丸善メイツ 1983.7-1985.2

## 共編著
- 『児童心理学』 編著　光生館 1980.4
- 『心理学 人はどう生き、考え、集うのか』 光生館 1982.3
- 『テレビは幼児に何ができるか 新しい幼児番組の開発』 坂元昂共編 日本放送教育協会 1987.11

## 翻訳
- 『行動の機構』 D.O.ヘッブ 岩波書店 1957
- 『行動学入門 生物科学としての心理学』 D.O.ヘップ 共訳 紀伊国屋書店 1964
- 『左と右の心理学』 マイケル・C.コーバリス,イヴァン・L.ビール 紀伊国屋書店 1978.3
- 『児童心理学』 マッセン 岩波書店 1980.12 (新訂現代心理学入門)
- 『子どもの自立 三歳～八歳』 サンディ・ジョーンズ 三笠書房 1981.7
- 『心について』 D.O.ヘッブ 紀伊国屋書店 1987.4

## 論文
- 「関係把握に関する一つの実験」 『教育心理学』 第14巻 11号 1939
- 「関係把握の発達に関する研究」 東京文理科大学心理学教室編 『教育心理研究紀要』 第一輯 培風館 1941
- 「男女共学の方法」 『児童心理』 第2巻 3号 1948
- "Systemic models for social group", Canadian Journal of Psychology, Vol. 7, 1953
- 「思考」 矢田部達郎ほか監修 『現代心理学の展望』 角川書店 1957
- 「発達」 八木冕編 『心理学 II』 培風館 1968
- 「発達初期における学習」 『児童心理学講座 2. 発達と学習』 金子書房 1969
- 「思春期の心理」 松村康平編 『女性心理学』 福村出版 1969
- 「発達心理学の歴史的背景」 依田明編 『発達心理学』 大日本図書 1976
- 「発達の研究法」 藤永保ほか編 『幼児心理学講座 6. 幼児理解の方法』 日本文化科学社 1976
- 「幼児の認知発達おける関係把握の問題」 『教育心理学年報』 第16集 1977
- 「教育心理学における今後と展望」 『教育心理学年報』 第21集 1981

## 参考
- 日本人名大辞典